# 美拉尼西亚人

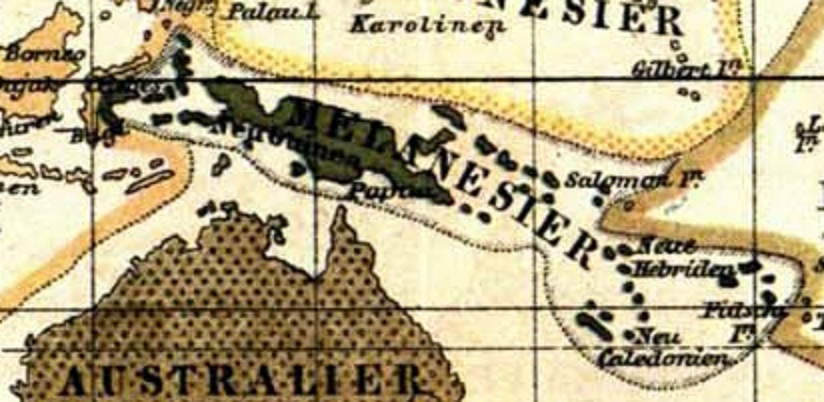
迈耶百科词典中美拉尼西亚人的分布区域

美拉尼西亚人是美拉尼西亚的主要居民。大多数讲南岛语（如摩鹿加人、Motu和斐济人），或是其中一種巴布亚诸语言。美拉尼西亚人已经占领了从印度尼西亚东部到东至瓦努阿图和斐濟的岛屿。

## 美拉尼西亚的金发发生率
金发在欧洲以外的人种中非常少见。它在美拉尼西亚一些岛屿独立发展， 其中的美拉尼西亚人（以及一些澳大利亚土著居民）是少数几个拥有金发的非高加索人之一。追溯这些人特有的TYRP1等位基因，并不是引起高加索人金发的相同基因。与在欧洲出现的金发一样，金发的发生率在儿童中比在成人中更常见，随成个体的成长，头发颜色趋于变深。

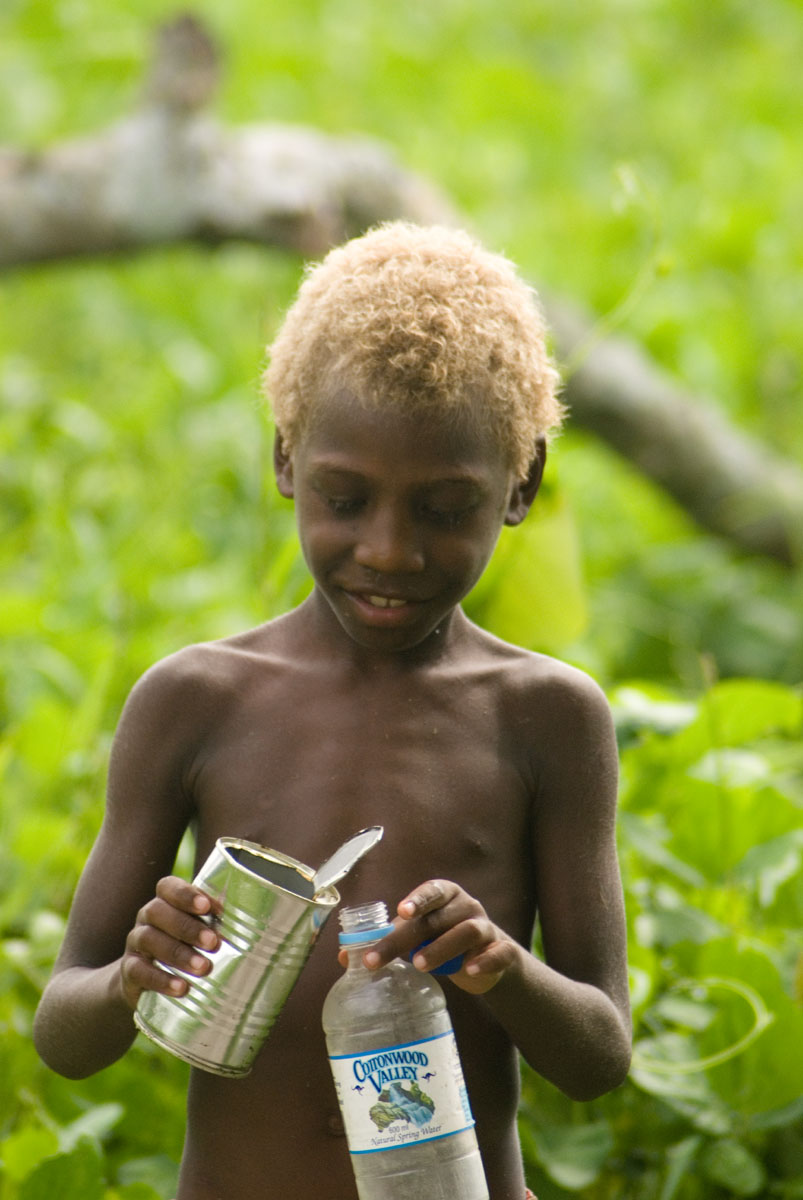
一个美拉尼西亚孩子，瓦努阿图。
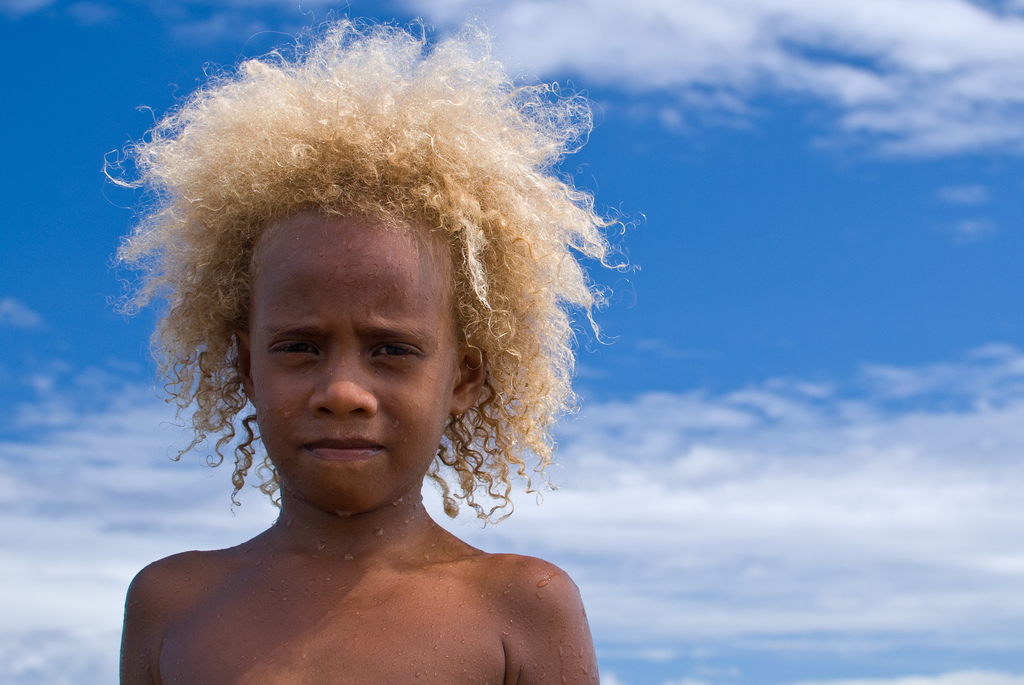
金发女孩，瓦努阿图。